# Fairchild Swearingen Metroliner

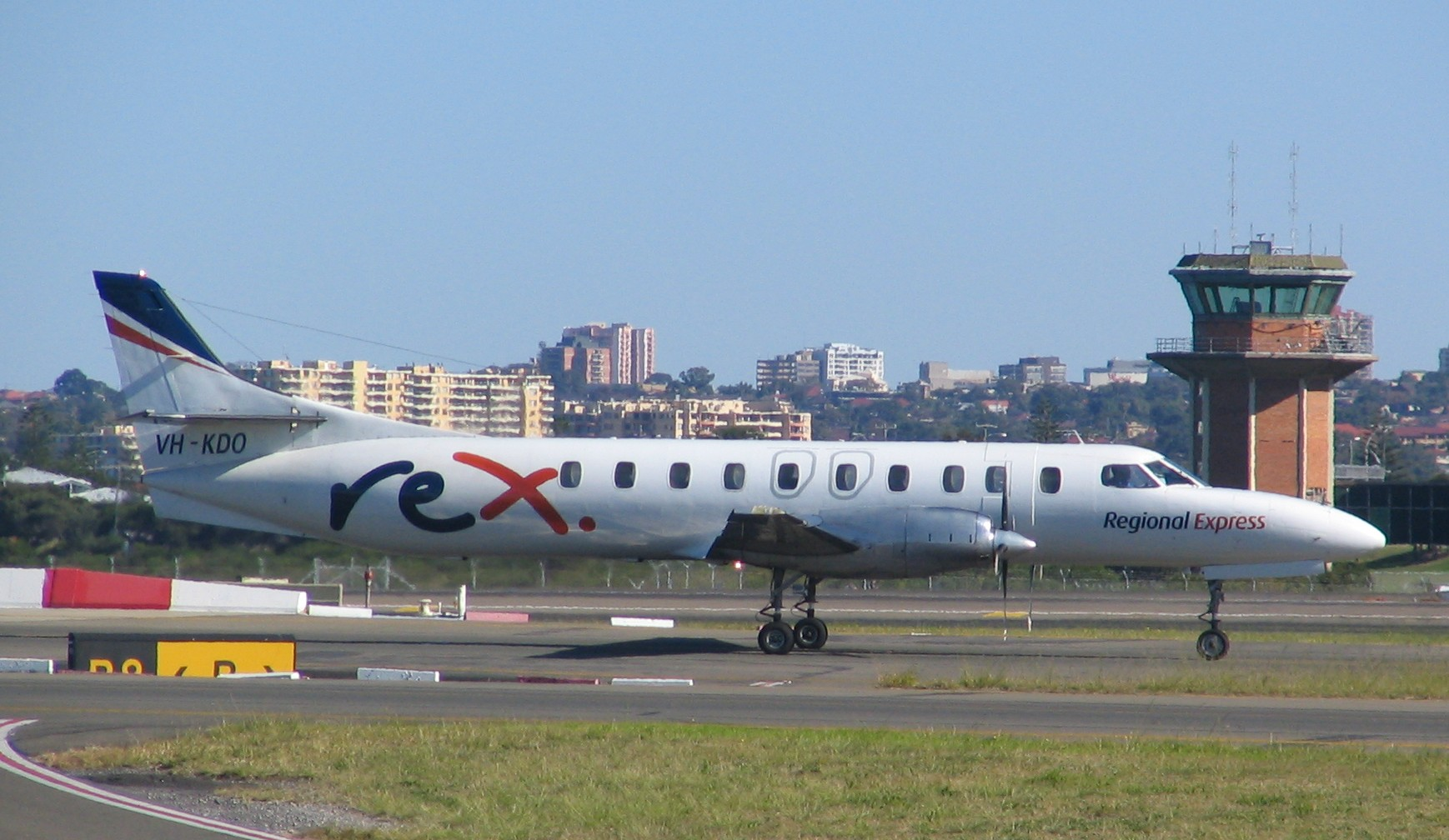
Metro 23 w 2005 roku.

Fairchild Swearingen Metroliner – amerykański, dwusilnikowy samolot pasażerski przeznaczony do obsługi lotów regionalnych, produkowany w Teksasie. Model Metroliner był jednym z pierwszych samolotów tej klasy z kabiną ciśnieniową. Przyczynił się do rozwoju komunikacji regionalnej w USA i w Europie. Wersja Metro II miała większe prostokątne okna. Wersja Metro III i najnowsza Metro 23 charakteryzowały się znacznie większą masą startową. W 2001 r. zakończono produkcję.

## Wersje wojskowe
- C-26A Metroliner – oznaczenie USAF dla transportowych Metro III SA227-AC, jeden dostarczono w 1989.
- C-26B – transportowe Metro 23 SA227-DC, dostawy od 1989, wiele wyposażono w radary APG-66 z F-16. Co najmniej 32 sztuki dostarczono Air National Guard (ANG) i Army National Guard (ARNG), pięć przekazano Kolumbii, cztery do Peru, cztery do Meksyku, dwa do Wenezueli, dwa do Brazylii, dwa do Trynidadu i Tobago.
- RC-26B Condor – C-26B z dodatkowym rozpoznawczym wyposażeniem optoelektronicznym do zwalczania przemytu narkotyków, 11 sztuk w ANG.
- UC-26C – jeden Merlin IVC z radarem i głowicą na podczerwień w ANG.
- C-26D – cztery C-26B dla United States Navy.
- EC-26D – jedna sztuka używana przez US Navy na poligonie rakietowym Pacific Missile Range.
- RC-26D – dwie sztuki z radarem używane przez US Navy w Pacific Missile Range.
- C-26E – 11 C-26B zmodernizowanych z cyfrową awioniką od Rockwell Collins.

## Katastrofy
- Katastrofa lotu Trans-Colorado Airlines 2286
- Katastrofa lotu Nürnberger Flugdienst 108
- Katastrofa lotu AVAir 3378
- Katastrofa lotu USAir 1493
- Katastrofa lotu Manx2 7100
- 2016 Malta Fairchild Merlin katastrofa